# A Different Kind of Truth
A Different Kind of Truth es el último álbum de estudio de la banda estadounidense de hard rock Van Halen. Su lanzamiento tuvo lugar el 7 de febrero de 2012 a través de la discográfica Interscope, sello que llegó a un acuerdo con el grupo tras la ruptura de este con su compañía desde sus inicios, Warner Music Group.
Este disco supuso el regreso de David Lee Roth como cantante en un disco de estudio de Van Halen por primera vez en veintiocho años. Asimismo, se trató del debut de Wolfgang Van Halen como bajista en un álbum de canciones nuevas, tras haber estado girando con el grupo desde 2007.
A Different Kind of Truth fue el primer álbum de estudio publicado por la banda después de 14 años. La banda adelantó el sencillo “Tattoo” semanas antes del lanzamiento del disco, así como tres extractos de un minuto y medio de los temas “Stay Frosty”, “Blood and fire” y “China Town”. La segunda canción del disco, “She’s the woman”, es una reedición de un tema que la banda grabó en 1976, pero con algunos cambios, sobre todo en el solo de guitarra.

## Listado de canciones
Todas las letras escritas por David Lee Roth, toda la música compuesta por Van Halen. 
| N.º   | Título                   | Duración |  |
| 1.    | «Tattoo»                 | 4:43     |  |
| 2.    | «She's The Woman»        | 2:57     |  |
| 3.    | «You and Your Blues»     | 3:43     |  |
| 4.    | «China Town»             | 3:14     |  |
| 5.    | «Blood and Fire»         | 4:27     |  |
| 6.    | «Bullethead»             | 2:31     |  |
| 7.    | «As Is»                  | 4:47     |  |
| 8.    | «Honeybabysweetiedoll»   | 3:47     |  |
| 9.    | «The Trouble With Never» | 3:59     |  |
| 10.   | «Outta Space»            | 2:53     |  |
| 11.   | «Stay Frosty»            | 4:07     |  |
| 12.   | «Big River»              | 3:51     |  |
| 13.   | «Beats Workin'»          | 5:04     |  |
| 46:83 |                          |          |  |

### Edición Deluxe DVD
| The Downtown Sessions |                              |          |  |
| N.º                   | Título                       | Duración |  |
| 1.                    | «Panama»                     | 5:33     |  |
| 2.                    | «You and Your Blues (Intro)» | 3:20     |  |
| 3.                    | «You and Your Blues»         | 3:32     |  |
| 4.                    | «Beautiful Girls»            | 3:41     |  |
| 16:11                 |                              |          |  |

## Formación
- David Lee Roth - Voz
- Edward Van Halen - Guitarra, Teclado, Coros
- Wolfgang Van Halen - Bajo eléctrico, Coros
- Alex Van Halen - Batería, Percusiones